# Julius Miller
Julius Miller (sein richtiger Name war Julius Schlesinger) (* 1772 in Dresden, abweichend 1774, 1781 und 1784; † 7. April 1851 in Charlottenburg) war ein deutscher Musiker.

## Leben
Julius Miller trat mit seiner Sopranstimme am 9. August 1792 bei den Krönungsfeierlichkeiten von Franz II. in Prag auf, ohne bis dahin einen musikalischen Unterricht erhalten zu haben. Um diese Zeit begann er mit dem Studium der Violine und trat 1799 eine Kunstreise an und debütierte 1799 in Amsterdam mit einer Tenorstimme als Tamino in dem Stück Die Zauberflöte von Wolfgang Amadeus Mozart. Im gleichen Jahr trat er auch bei Christian Wilhelm Klos und Heinrich August Hansing in Flensburg auf und von 1800 bis 1804 trat er als erster Tenor am Hoftheater in Schleswig auf, dort wurde auch seine Oper Der Freybrief erstmals aufgeführt; 1803 gab er ein Gastspiel in Hamburg. Ostern 1804 trat er als Solist in einem Konzert zur Ostermesse im Leipziger Gewandhaus auf.
Von dort aus reiste er weiter nach Breslau und hatte am Breslauer Theater im Frühjahr seine Debüts als Belmonte (Entführung aus dem Serail), Tarar (Axur, König von Hormus) und als Tamino (Die Zauberflöte). Er war als Ersatz für Christian August Joachim Leißring engagiert worden, der das Theater Ostern 1803 verlassen hatte und hatte seine ersten Tenorrollen, unter anderem die Titelrolle des Murney (Das unterbrochene Opferfest), Ritter Roland (Orlando paladino), Graf Armand (Der Wasserträger von Luigi Cherubini), Saint Val (Fanchon von August von Kotzebue), Ferrando (Così fan tutte). Am Theater in Breslau lernte er Friedrich Wilhelm Berner und Carl Maria von Weber kennen, die seine Entwicklung als Komponist günstig beeinflussten.
Im Frühjahr 1805 reiste er weiter nach Sankt Petersburg (Carl Maria von Weber trug sich noch am 18. Mai 1805 in sein Stammbuch ein), kehrte aber bereits im August 1805 nach Breslau zurück und gab am 28. August 1805 den Belmonte und wirkte als Solist in Friedrich Ludwig Æmilius Kunzens Halleluja der Schöpfung mit, Carl Maria von Webers Benefizkonzert am 3. April 1806. Am 26. September 1807 wurde am Breslauer Theater seine Oper Die Verwandlung uraufgeführt; ein Klavierauszug der Favorit-Gesänge erschien 1808 bei Graß & Barth in Breslau. Eine Nummer aus der Oper Die Verwandlung verwendete Carl Maria von Weber später in arrangierter Form als Einlage in Anton Fischers (1778–1808) gleichnamigem Singspiel. Am 29. März 1808 gab er im Breslauer Redoutensaal sein Abschiedskonzert und ging nach Wien.
In Wien hatte Julius Miller allerdings nur drei wenig erfolgreiche Gastauftritte am Theater am Kärntnertor am 24. Mai 1808 als Belmonte, am Hofburgtheater am 29. Juni 1808 erneut als Belmonte sowie im Theater an der Wien als Titus (La clemenza di Tito) am 14. Juli.
In der Zeit vom 6. November 1808 bis 25. März 1809 hatte er Gastauftritte bei der Dessauer Hoftheatergesellschaft unter Direktor Friedrich Wilhelm Bossann in Leipzig und gab seine dortigen Debüts als Sextus (La clemenza di Tito) am 15. November 1808, Belmonte am 27. November 1808, Tamino am 30. November 1808. Am 17. November 1808 hatte er auch einen Auftritt als Konzertsolist im Leipziger Gewandhaus; 1809 wurde seine Oper Der Kosaken-Offizier dort uraufgeführt.
von Herbst 1810 bis Herbst 1813 trat er in der Operngesellschaft von Joseph Seconda in Leipzig und Dresden auf und sang dort unter anderem Orest (Iphigénie en Tauride), Titelrolle in Don Giovanni, Graf Armand, Jacob Friburg (Die Schweizer Familie) und Montalban (Marie von Montalban von Peter von Winter). Mehrfach war er auch an den Gewandhauskonzerten in Leipzig beteiligt, so auch am 14. Januar 1812 im Konzert von Carl Maria von Weber und Heinrich Joseph Baermann sowie am 1. Januar 1813. Im Februar/März 1812 wurde seine Oper Julie oder Der Blumentopf in Leipzig uraufgeführt; Carl Maria von Weber pflegte einen engen Kontakt zu Julius Miller bei seinen Besuchen in Leipzig von Dezember 1811 bis Januar 1812 sowie im Dezember 1812. Julius Miller besuchte Carl Maria von Weber im November 1813 in Prag.
1814 folgte er einem Ruf von August von Kotzebue und reiste nach Königsberg. Während dieser Reise hatte er am 26. Januar 1814 einen Konzertauftritt in Warschau und Gastauftritte in Danzig. In Königsberg gab er am 16. Februar 1814 sein Debüt am Stadttheater Königsberg und wurde bis 1816 als erster Tenor engagiert sowie im Oktober/November 1815 an der Direktion beteiligt. In Königsberg wurden auch seine Oper Die Alpenhütte (1814) sowie der Schauspielmusik zu August von Kotzebues Hermann und Thusnelda (3. August 1815) uraufgeführt. Während seines Aufenthaltes unterrichtete er gemeinsam mit Carl Heinrich Saemann (1790–1860) den späteren Komponisten Heinrich Dorn in dessen Kindheit.
Nach seinem Abgang vom dortigen Theater hatte er am 20. April 1816 Gastauftritte in Berlin als Murney und am 2. Mai 1816 als Tarar; danach war er vom 6. bis 15. Juni 1816 am Theater in Frankfurt am Main als Murney, Titus, Tamino und Tarar.
Von 1816 bis Juli 1817 hatte er am Hoftheater Darmstadt ein Engagement und spielte in Gastrollen als Joseph bzw. Belmonte am 23./30. Juni 1816, danach wurde er angestellt.
1817 bis 1818 war er erster Tenor am Hoftheater Kassel und von 1819 bis 1822 am Theater Amsterdam; in dieser Zeit hatte er im September 1821 Gastauftritte in Hannover; dort hörte ihn Ernst August Friedrich Klingemann und charakterisiert seine Stimme in Kunst und Natur: Blätter aus meinem Reisetagebuche. Weiterhin bereiste er in dieser Zeit mehrfach Deutschland und führte seine Oper Merope auf.
Im Sommer 1822 hatte er Gastauftritte bei Josef Derossi in Elberfeld und im August 1822 in Leipzig, anschließend hielt er sich in Dresden auf und besuchte Carl Maria von Weber am 14. November 1822. Von da aus reiste er im November/Dezember 1822 weiter nach Berlin und Potsdam und dann im März 1823 nach Breslau. Im Sommer 1823 hielt er sich in Wien auf und im August 1823 hatte er einen Gastauftritt in München.
Von Oktober 1823 bis 1825 war er, gemeinsam mit Friedrich Haberkorn († 1826 in Amsterdam), Regisseur der Oper beim deutschen Theater in Amsterdam, danach hatte er wechselnde Tätigkeiten als Regisseur und Gesangslehrer (in Kassel, Hannover, Berlin und Leipzig), 1827 hielt er sich in Paris auf und gab mit Louis Drouet gemeinschaftliche Konzerte in Brüssel. Er trat als Sänger im Winter 1828/29 in Aachen auf, gastierte 1829 in Riga, Sankt Petersburg und Moskau, lebte 1830 in Hamburg und Lübeck, war 1831 einige Zeit in Berlin wieder als Gesangslehrer tätig und war Theaterdirektor im Winter 1832/1833 in Dessau, im Sommer 1833 in Lauchstädt, im Herbst 1833 in Halberstadt, 1834 in Köthen, in Erfurt Anfang 1835, in Nordhausen 1835, in Arnstadt 1835, in Lauchstädt bis Anfang September 1835 und in Nordhausen im Herbst 1835. Er komponierte neben Bühnenwerken vorrangig Lieder und Gesänge sowie Kirchenmusik, dazu kamen noch Konzertouvertüren. Seine letzte Uraufführung erfolgte am 29. Juli 1846 in Dresden mit Perrück und Musik oder Die Tabacks-Cantate. 1847 ließ er sich in Leipzig als Gesangslehrer nieder, siedelte dann nach Berlin um und verstarb dort gänzlich mittellos in Charlottenburg.
In der Universitäts- und Landesbibliothek Bonn befindet sich eine Sammlung mit 12 Solfeggien für Prinzessin Luise von Preußen.
Julius Miller war verheiratet mit Friederike Kirchheim.

## Mitgliedschaften
- Gemeinsam mit Carl Maria von Weber und Friedrich Wilhelm Berner war er Mitglied in einem musikalischen Klub in Breslau.
- Er war Mitglied der Dessauer Gesellschaft bis zur kriegsbedingten Schließung des Theaters im April 1810.